# Llista de monuments del Gers

Els tres districtes del Gers i els seus cantons

Llista de monuments del Gers (Migdia-Pirineus) registrats com a monuments històrics, bé catalogats d'interès nacional (classé) o bé inventariats d'interès regional (inscrit).
A data 31 de desembre de 2009, el departament del Gers comptava amb 305 monuments històrics, dels quals 81 són catalogats i 224 inventariats.
La llista es divideix per districtes:
- Llista de monuments del districte d'Aush
- Llista de monuments del districte de Condòm
- Llista de monuments del districte de Miranda